# Alex Kuffour
Alex Kuffour (6 mei 1996) is een Ghanese voetballer. Hij speelt als aanvaller bij Lierse SK. Hij debuteerde op 24 april 2016 op de voorlaatste speeldag van de Proximus League tegen Lommel United. Hij kwam over van de JMG academie in Ghana. 

## Statistieken
| Seizoen        | Club           | Land           | Competitie      | Competitie | Competitie | Beker | Beker | Internationaal | Internationaal | Overig | Overig | Totaal | Totaal |
| Seizoen        | Club           | Land           | Competitie      | Wed.       | Dlp.       | Wed.  | Dlp.  | Wed.           | Dlp.           | Wed.   | Dlp.   | Wed.   | Dlp.   |
| -------------- | -------------- | -------------- | --------------- | ---------- | ---------- | ----- | ----- | -------------- | -------------- | ------ | ------ | ------ | ------ |
| 2015/16        | K. Lierse SK   | Tweede Klasse  | Vlag van België | 2          | 0          | 0     | 0     | —              | —              | 0      | 0      | 2      | 0      |
| Carrièretotaal | Carrièretotaal | Carrièretotaal | Carrièretotaal  | 2          | 0          | 0     | 0     | 0              | 0              | 0      | 0      | 2      | 0      |

Bijgewerkt t/m 30 april 2016.